# Линкольн (округ, Небраска)
Округ Линкольн (англ. Lincoln County) — округ, расположенный в штате Небраска (США) с населением в 36 288 человек по статистическим данным переписи 2010 года. Столица округа находится в городе Норт-Платт.

## География
По данным Бюро переписи населения США округ Линкольн имеет общую площадь в 6669 квадратных километров, из которых 6641 кв. километр занимает земля и 28 кв. километров — вода. Площадь водных ресурсов округа составляет 0,43 % от всей его площади.

### Соседние округа
- Логан (Небраска) — северо-восток
- Кастер (Небраска) — северо-восток
- Кит (Небраска) — северо-запад
- Мак-Ферсон (Небраска) — северо-запад
- Досон (Небраска) — юго-восток
- Фронтир (Небраска) — юго-восток
- Хейс (Небраска) — юго-запад
- Перкинс (Небраска) — юго-запад

## Демография
По данным переписи населения 2000 года в округе Линкольн проживало 34 632 человека, 9444 семьи, насчитывалось 14 076 домашних хозяйств и 15 438 жилых домов. Средняя плотность населения составляла 5 человек на один квадратный километр. Расовый состав округа по данным переписи распределился следующим образом: 94,70 % белых, 0,54 % чёрных или афроамериканцев, 0,51 % коренных американцев, 0,37 % азиатов, 0,02 % выходцев с тихоокеанских островов, 1,21 % смешанных рас, 2,65 % — других народностей. Испано- и латиноамериканцы составили 5,43 % от всех жителей округа.
Из 14 076 домашних хозяйств в 32,00 % — воспитывали детей в возрасте до 18 лет, 55,90 % представляли собой совместно проживающие супружеские пары, в 8,00 % семей женщины проживали без мужей, 32,90 % не имели семей. 28,30 % от общего числа семей на момент переписи жили самостоятельно, при этом 11,60 % составили одинокие пожилые люди в возрасте 65 лет и старше. Средний размер домашнего хозяйства составил 2,41 человек, а средний размер семьи — 2,97 человек.
Население округа по возрастному диапазону по данным переписи 2000 года распределилось следующим образом: 26,20 % — жители младше 18 лет, 8,30 % — между 18 и 24 годами, 26,60 % — от 25 до 44 лет, 23,80 % — от 45 до 64 лет и 15,10 % — в возрасте 65 лет и старше. Средний возраст жителей округа составил 38 лет. На каждые 100 женщин в округе приходилось 96,50 мужчин, при этом на каждых сто женщин 18 лет и старше приходилось 93,40 мужчин также старше 18 лет.
Средний доход на одно домашнее хозяйство в округе составил 36 568 долларов США, а средний доход на одну семью в округе — 45 185 долларов. При этом мужчины имели средний доход в 36 244 доллара США в год против 20 252 долларов США среднегодового дохода у женщин. Доход на душу населения в округе составил 18 696 долларов США в год. 7,20 % от всего числа семей в округе и 9,70 % от всей численности населения находилось на момент переписи населения за чертой бедности, при этом 12,10 % из них были моложе 18 лет и 9,30 % — в возрасте 65 лет и старше.

## Основные автодороги

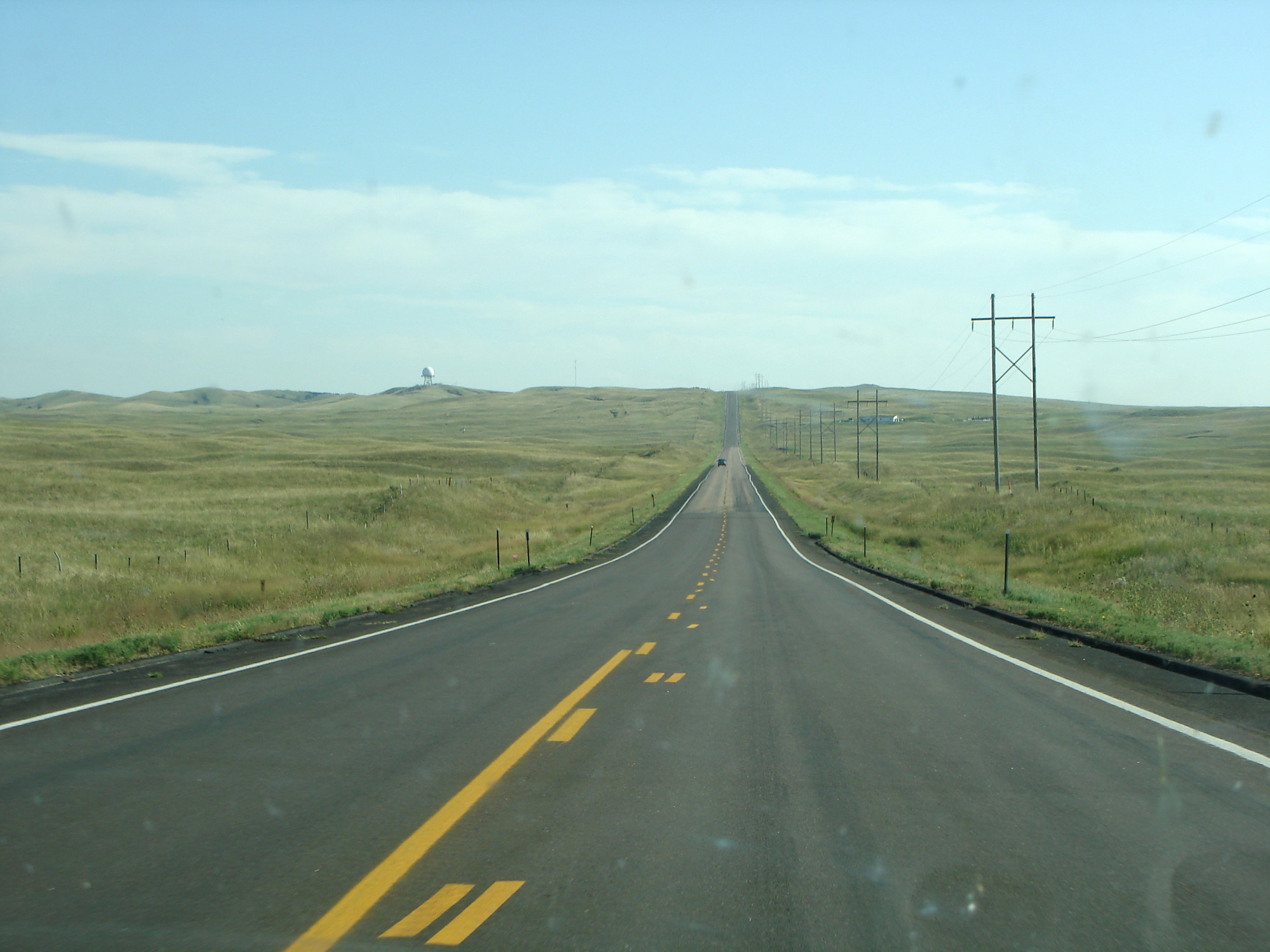
Автомагистраль в округе Линкольн

- I 80
- US 30
- US 83
- Автомагистраль 23
- Автомагистраль 25
- Автомагистраль 97

## Населённые пункты

### Города, деревни и невключённые общины
- Брейди
- Дикенс
- Херши
- Максвелл
- Норт-Платт
- Сатерленд
- Уоллис
- Уэлфлит